# Vida Vencienėová
Vida Vencienė (rodným jménem Vida Mogenytė; * 28. května 1961 Ukmergė) je bývalá litevská běžkyně na lyžích reprezentující Sovětský svaz i samostatnou Litvu.
V sovětském dresu získala na olympijských hrách v Calgary roku 1988 dvě medaile, zlatou v individuálním závodě na 10 kilometrů klasicky a bronzovou v individuálním závodě klasiků na 5 kilometrů. Jejím nejlepším výsledkem na mistrovství světa bylo sedmé místo na třicetikilometrové trati v roce 1989, nejlepšího výsledku ve Světovém poháru dosáhla v roce 1988, kdy skončila celkově pátá.